# Doljanchi

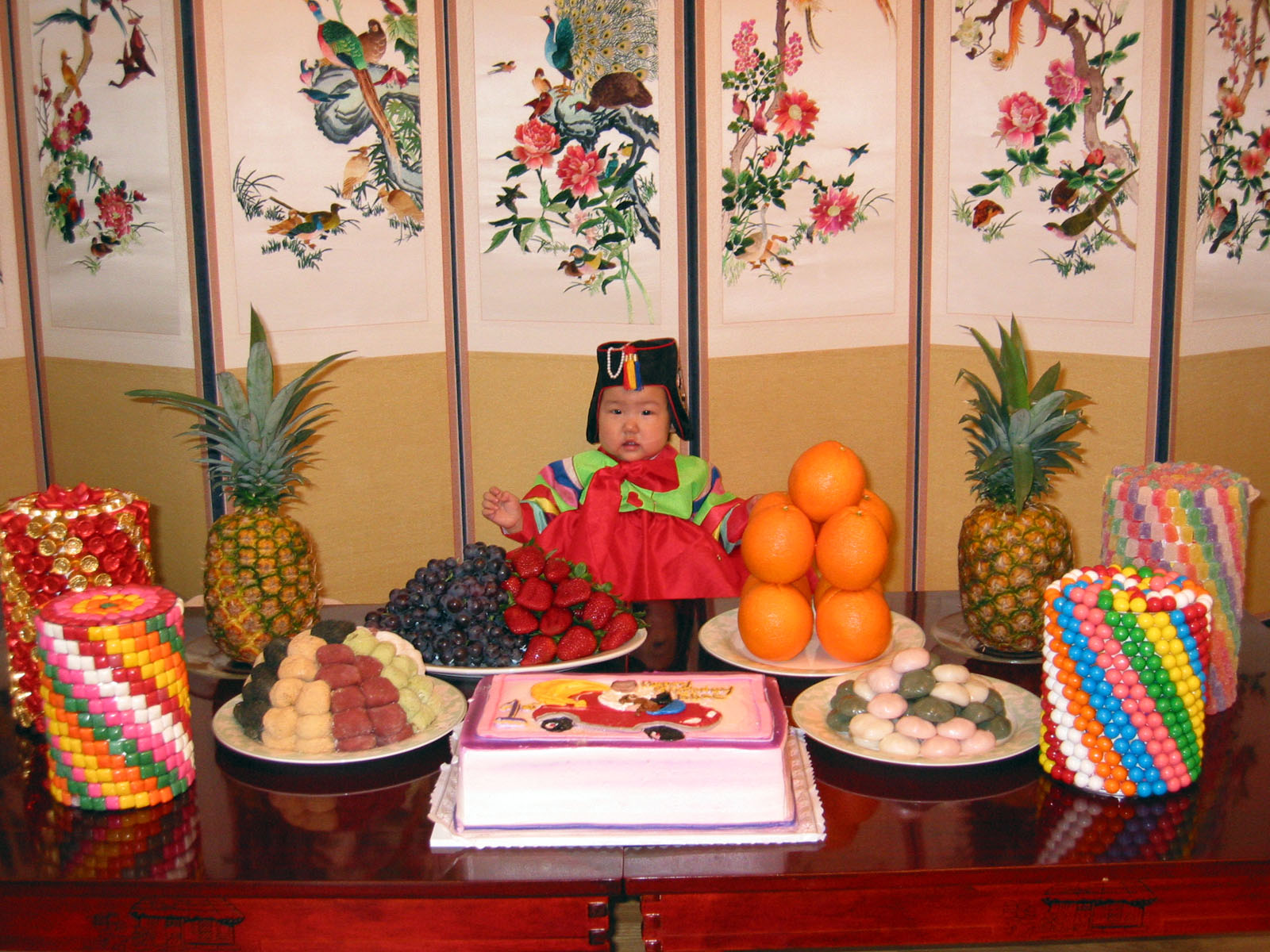
Bebé durante la celebración del doljanchi con motivo de su primer cumpleaños.

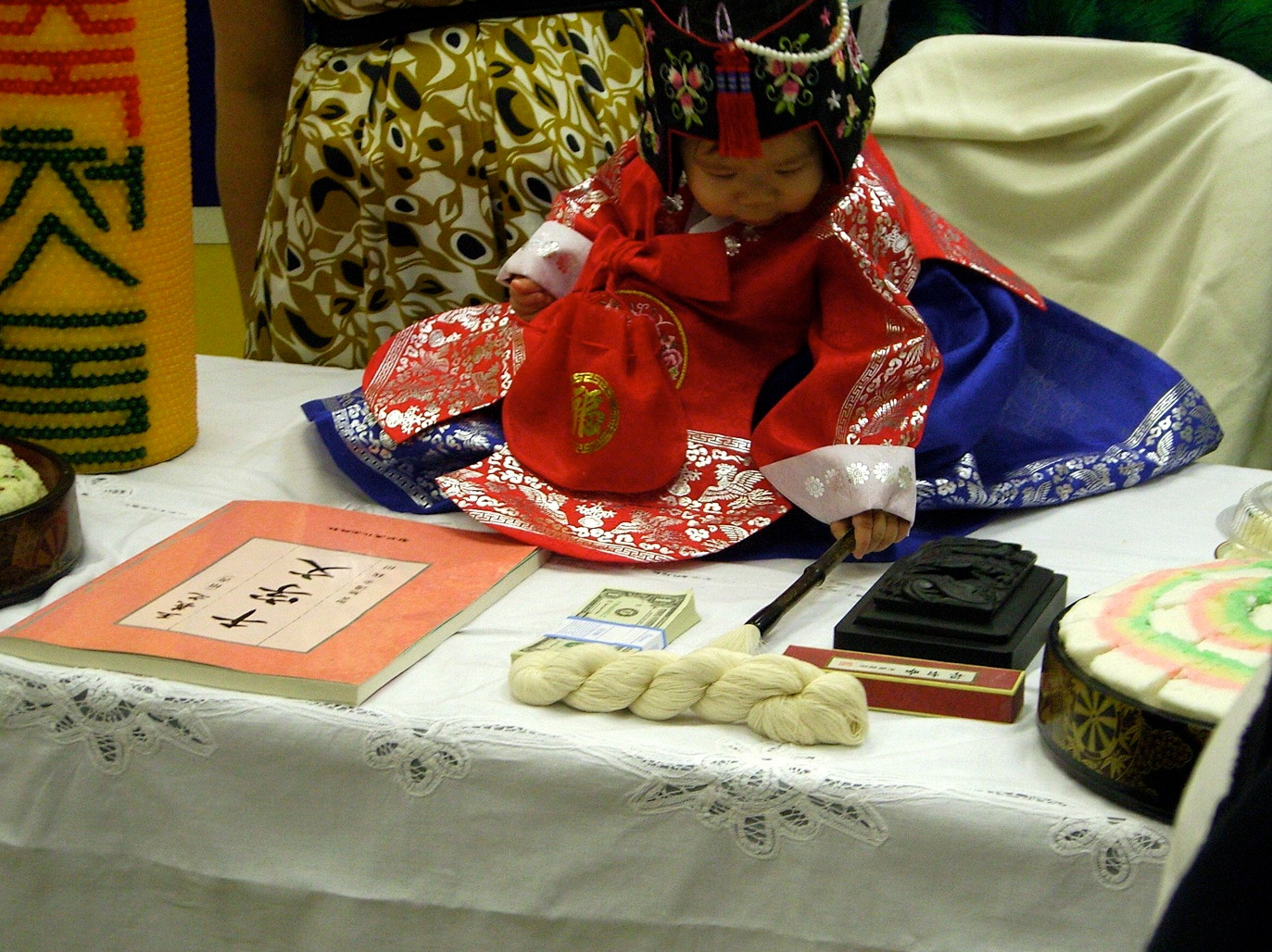
Doljabi

El doljanchi o dol es una tradición coreana en la que se celebra el primer año de vida de un bebé. La ceremonia bendice al niño augurándo posea un futuro próspero y en Corea posee un significado muy importante. El bebé homenajeado es vestido con un hanbok y un sombrero tradicional denominado jobawi o gulle en el caso de las nenas y bokgeon o hogeon (호건) para los nenes.

## Comida 'Dol'

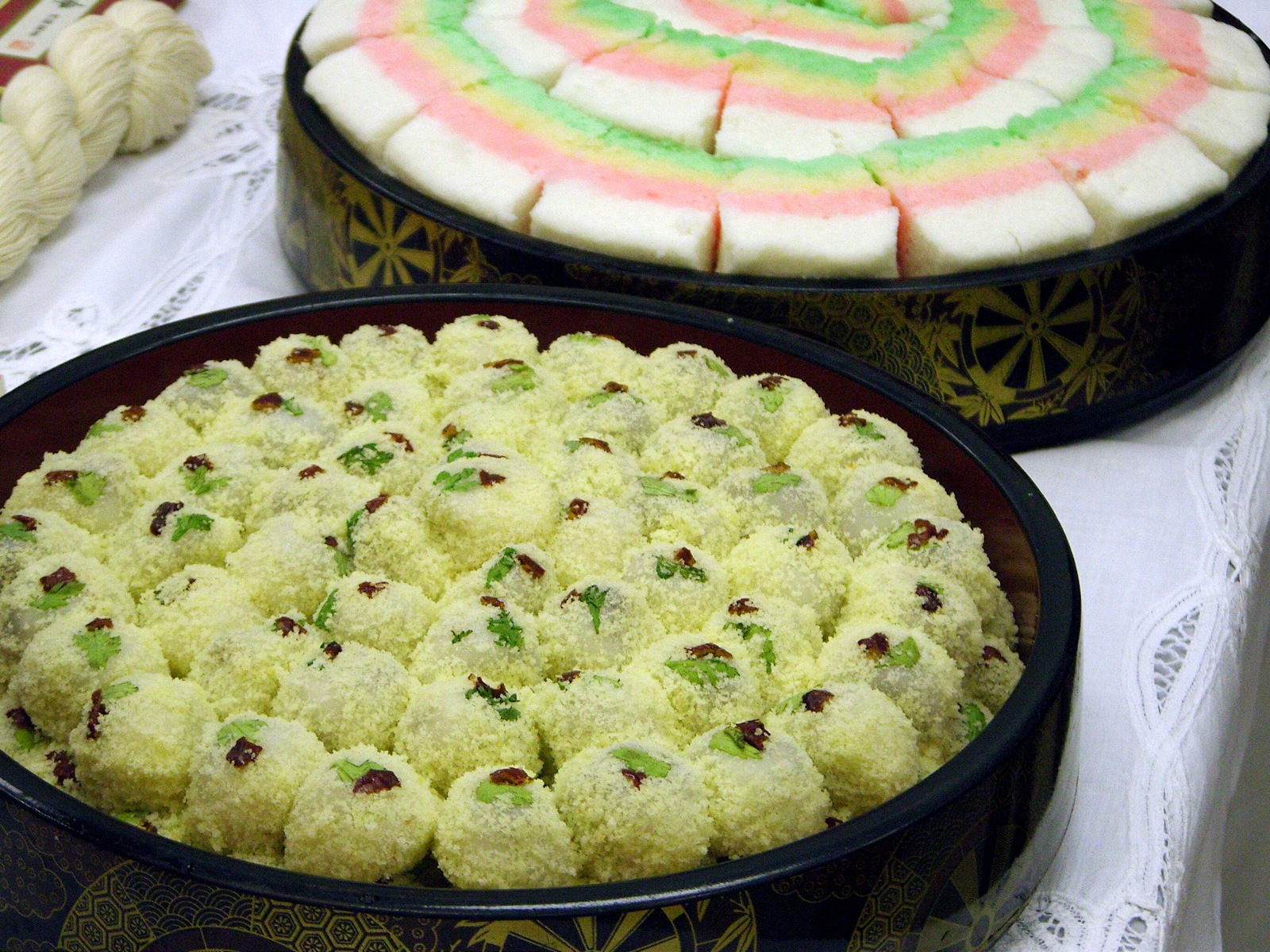
Tteok, torta de arroz para el doljanchi

Los miembros de la familia agradecen en el hogar a Samshin (tres dioses que cuidan de la vida del bebé durante su crecimiento) sirviendo arroz simple, sopa de algas, y tortas de arroz. Para la celebración, los padres sirven una mesa especial para el 'Dol', donde se apila la comida simbolizando una vida de prosperidad para el bebé. En la mesa se dispone de una torta de arroz con capas de colores del arco iris, sopa de algas, y frutas. Se sirve miyeok guk (sopa de algas) en todos los cumpleaños posteriores para recordar a las personas de los sufrimientos que pasó su madre para dar a luz al niño.